# Heart of Magic Garden2
Heart of Magic Garden2（ハートオブマジックガーデン2）は、2014年8月27日にLantisから発売されたセルフトリビュート・アルバム。

## 概要
Lantisより発売された全10曲を伊藤真澄がアコースティックアレンジし、原曲のアーティストが再歌唱したアルバムの第2弾。
当初は2014年7月9日にCDとDVDの2枚組で発売される予定であったが、CD1枚のみに仕様変更となり、発売延期となった。

## 収録曲
（全編曲：伊藤真澄）
1. delight song
作詞：谷山紀章、作曲：飯塚昌明、歌：GRANRODEO
2. Sparkling Daydream
作詞・作曲・歌：ZAQ
3. UNISONIA
作詞：唐沢美帆、作曲：fandelmale、歌：TRUE
4. いつかの、いくつかのきみとのせかい
作詞：林英樹、作曲：佐藤純一、歌：fhána
5. 空とキミのメッセージ
作詞：こだまさおり、作曲：矢吹香那、歌：ChouCho
6. ユメのなかノわたしのユメ
作詞：畑亜貴、作曲・歌：伊藤真澄
7. ハナノイロ
作詞・作曲：きみコ、歌：nano.RIPE
8. Above your hand
作詞・歌：Annabel、作曲：myu
9. 星屑のサラウンド
作詞・作曲：rino、歌：CooRie
10. Snow halation
作詞：畑亜貴、作曲：山田高弘、歌：μ's